# Салпанов, Валентин Евгеньевич
Валентин Евгеньевич Салпанов (род. 9 апреля 1942) — советский хоккеист, защитник.

## Биография
Воспитанник сталинского «Металлурга». Выступал за команды «Локомотив» Сталинск (1959/60 — 1960/61), «Металлург» Новокузнецк (1961/62 — 1962/63), СКА Новосибирск (1963/64 — 1965/66), «Динамо» Москва (1966/67), «Сибирь» Новосибирск (1967/68), «Губкинец» (Москва, 1970/71 — 1971/72), «Труд» (Конаково, 1972/73).
В классе «А» первенства СССР провёл четыре сезона (1961/62 — 1962/63, 1966/67 — 1967/68). За московское «Динамо» сыграл лишь 3 матча в чемпионате и 1 матч на Кубок СССР, под номером 6. Дальнейшая судьба неизвестна.